# 369th Infantry Regiment (Vereinigte Staaten)
Das 369th Infantry Regiment (369th IR) wurde ursprünglich als 15th New York National Guard (15th NYNG) gegründet. Nach seiner Übernahme in den Federal Service wurde es in das 369th IR umbenannt. Das Infanterie-Regiment wurde im Ersten und Zweiten Weltkrieg eingesetzt. Weit verbreitet war der Spitzname Harlem Hellfighters. Die Einheit bestand überwiegend aus Afroamerikanern. Dazu kamen aber auch Männer aus Puerto Rico, Kuba, Guyana, Liberia, Portugal, Kanada und der Karibik. Die Offiziere waren in der Regel weiß. Gemeinsam mit dem 370th Infantry Regiment war das 369th eines der ersten afroamerikanischen Regimenter, das im Ersten Weltkrieg mit den American Expeditionary Forces zum Einsatz kam. Es gilt zudem als das erste Regiment, das an einem Gefecht teilnahm.
Nach ihrer Ankunft in Frankreich erhielt das Regiment von seinem Kommandeur Colonel William Hayward den Namen Black Rattlers (deu. Schwarze Klapperschlangen). Aufgrund ihres mutigen Einsatzes erhielten sie von den französischen Soldaten den Ehrennamen Men of Bronze (frz. Hommes de Bronze, deu. Männer aus Bronze). Der Beiname Hellfighters (deu. Höllenkämpfer) soll laut Überlieferung von den deutschen Gegnern stammen – ein Hinweis auf die Furcht, die das Regiment beim Feind ausgelöst habe. Allerdings existieren keine gesicherten Quellen für diese Bezeichnung. Daher ist es möglich, dass sie von der amerikanischen Presse erfunden wurde. Im Ersten Weltkrieg war das Regiment 191 Tage an vorderster Front im Einsatz – länger als jede andere amerikanische Einheit. Dabei erlitten sie mit 1.500 Gefallenen und Verwundeten auch die höchsten Verluste aller US-Regimenter. Außerdem war das 369th die erste alliierte Einheit, die den Rhein überquerte und damit deutsches Gebiet betrat.
Die Tradition des 369th IR wird heute durch die 42nd Infantry Division Sustainment Brigade fortgeführt.

## Vorgeschichte
Am 5. Oktober 1917 wurde Emmett Jay Scott zum Sonderbeauftragten des Secretary of War Newton D. Baker ernannt. Scott wurde Berater in Fragen zum Wohlergehen von zehn Millionen Afroamerikanern und ihrer Rolle im Krieg.
Viele Afroamerikaner wollten kämpfen, wurden jedoch vom Militär abgewiesen. Als den USA klar wurde, dass nicht genug Soldaten vorhanden waren, wurde 1917 der Selective Service Act erlassen. Dieser verpflichtete alle Männer zwischen 21 und 30 Jahren zum Wehrdienst – auch Afroamerikaner. Viele meldeten sich in der Hoffnung, durch ihren Dienst Respekt von weißen Amerikanern zu gewinnen.
Das 369th ging aus dem 15th NYNG hervor. Die Nationalgarde wurde unter anderem bei der Niederschlagung der Draft Riots 1863 eingesetzt und im Juni 1864 für 30 Tage in den Federal Service überstellt. In dieser Zeit sicherten sie den Hafen von New York. Nach der Wahl von Charles S. Whitman zum Gouverneur von New York wurde das Regiment neu aufgestellt. Whitman setzte ein Gesetz um, welches durch die Einsätze des 10th Cavalry Regiment in Mexiko angestoßen und am 2. Juni 1913 verabschiedet, aber bislang nicht umgesetzt worden war.
Durch ihren Dienst hofften viele Afroamerikaner Diskriminierung abbbauen zu können und sahen darin eine Chance, ihre Würde und Loyalität zu zeigen. Andere wurden mit Versprechungen von Freiheit und Gleichheit zum Dienst bewegt. Auf Initiative des Central Committee of Negro College Men und durch Präsident Wilson wurde ein Ausbildungslager zur Offiziersausbildung für schwarze Regimenter eingerichtet.

## Erster Weltkrieg

### Aufstellung

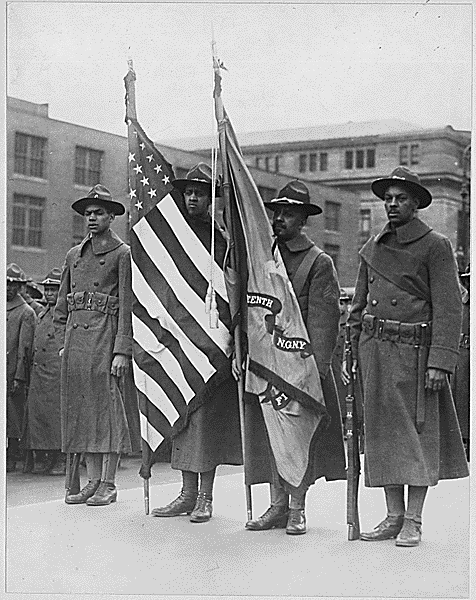
Vier afroamerikanische Soldaten der 15th NYNG (später 369th IR) in Paradeaufstellung, 1917.

Am 2. Juni 1913 wurde das 15th NYNG genehmigt. Es war das erste schwarze Regiment der Nationalgarde des Bundesstaates New York. Es wurde jedoch erst am 29. Juni 1916 offiziell aufgestellt. Da zunächst keine Kaserne zur Verfügung stand, fand die Ausbildung in der Lafayette Hall an der Ecke Seventh Avenue und 132nd Street in Harlem statt. Die ersten 200 Soldaten waren ausschließlich Afroamerikaner. Das Regiment bestand zunächst aus drei Bataillonen: Das Erste rekrutierte sich überwiegend aus Manhattan. Das Zweite – auch „Brooklyn Battalion“ genannt – aus Brooklyn und Long Island. Das Dritte aus dem nördlichen New York State.
Nach ihrer Ausbildung im Camp Whitman im Dutchess County wurde das 15th NYNG verschiedenen Sicherungsaufgaben zugewiesen. Die Einheit bewachte unter anderem Aquädukte, Bahnhöfe und andere öffentliche Einrichtungen im Großraum New York um sie vor deutscher Sabotage zu schützen. Eine Kompanie war auf Ellis Island stationiert und bewachte dort internierte Deutsche.
Als die Vereinigten Staaten am 6. April 1917 in den Ersten Weltkrieg eintraten, war das 15th NYNG die erste Einheit der Stadt, welche ihre Sollstärke von über 2.000 Mann erreichte.

Ende September 1917 wurde das Regiment nach Camp Wadsworth in Spartanburg, South Carolina, verlegt. Dort sollte es mit der 27th Infantry Division trainieren. Camp Wadsworth war ähnlich wie die französischen Schlachtfelder angelegt. In Spartanburg traf das Regiment auf offene Ablehnung durch die weiße Bevölkerung. Viele der Soldaten stammten aus dem Norden und waren nicht an die strenge Rassentrennung des Südens gewöhnt. Trotz der Spannungen blieb das Regiment diszipliniert. Ein Zwischenfall ereignete sich, als sich Lieutenant James Reese Europe und Noble Sissle in einem Hotelkiosk eine Zeitung kaufen wollten. Der Besitzer forderte Sissle auf, seinen Hut abzunehmen. Dieser blickte irritiert um sich, da alle anwesenden weißen Offiziere ihre Hüte weiterhin trugen. Noch bevor er etwas erwidern konnte, wurde er vom Hotelbesitzer körperlich angegriffen. 

Das 15th NYNG im Camp Whitman, bei Poughkeepsie, New York, 1917.

Dies führte im Verlauf dazu, dass sich weiße Soldaten der 27th solidarisierten und den Hotelbesitzer verprügeln wollten. Europe konnte sie davon überzeugen sich zurückzuziehen und dadurch eine Eskalation vermeiden. Es gab weitere Geschäfte, die sich weigerten, den Soldaten des 15th NYNG Waren zu verkaufen. Daraufhin sagten Angehörige der 27th den Ladenbesitzern, dass sie ihre Geschäfte schließen und die Stadt verlassen könnten, wenn sie schwarze Soldaten nicht bedienen wollten. Nach den wiederholten Anfeindungen und einzelnen Übergriffen wurde das 15th NYNG nach weniger als zwei Wochen aus Spartanburg abgezogen und nach Camp Mills auf Long Island verlegt. Dort setzte es seine Ausbildung mit der 42nd Infantry Division fort.
Am 11. November 1917 wurde das 15. Regiment nach Hoboken, New Jersey, verlegt, um von dort aus mit der USS Pocahontas nach Europa ausgeschifft zu werden. Nach mehreren Verzögerungen verließ das Regiment Hoboken am 12. Dezember die USA und traf am 27. Dezember in Brest, Frankreich, ein. Von dort wurden die Soldaten nach Saint-Nazaire weitertransportiert. Saint-Nazaire sollte als wichtiger Hafen für den Nachschub ausgebaut werden. Das Regiment wurde dort für Arbeitsdienste eingesetzt. Es half beim Bau eines Damms, verlegte Eisenbahngleise und errichtete einen neuen Pier. Außerdem unterstützten die Soldaten beim Verladen von Versorgungsgütern auf Schiffe und Züge sowie bei Arbeiten im Hafen. Das 15th NYNG wurde am 1. März 1918 neu organisiert und in 369th IR umbenannt. Es blieb jedoch zunächst im Arbeitsdienst.

### Einsatz unter französischem Kommando

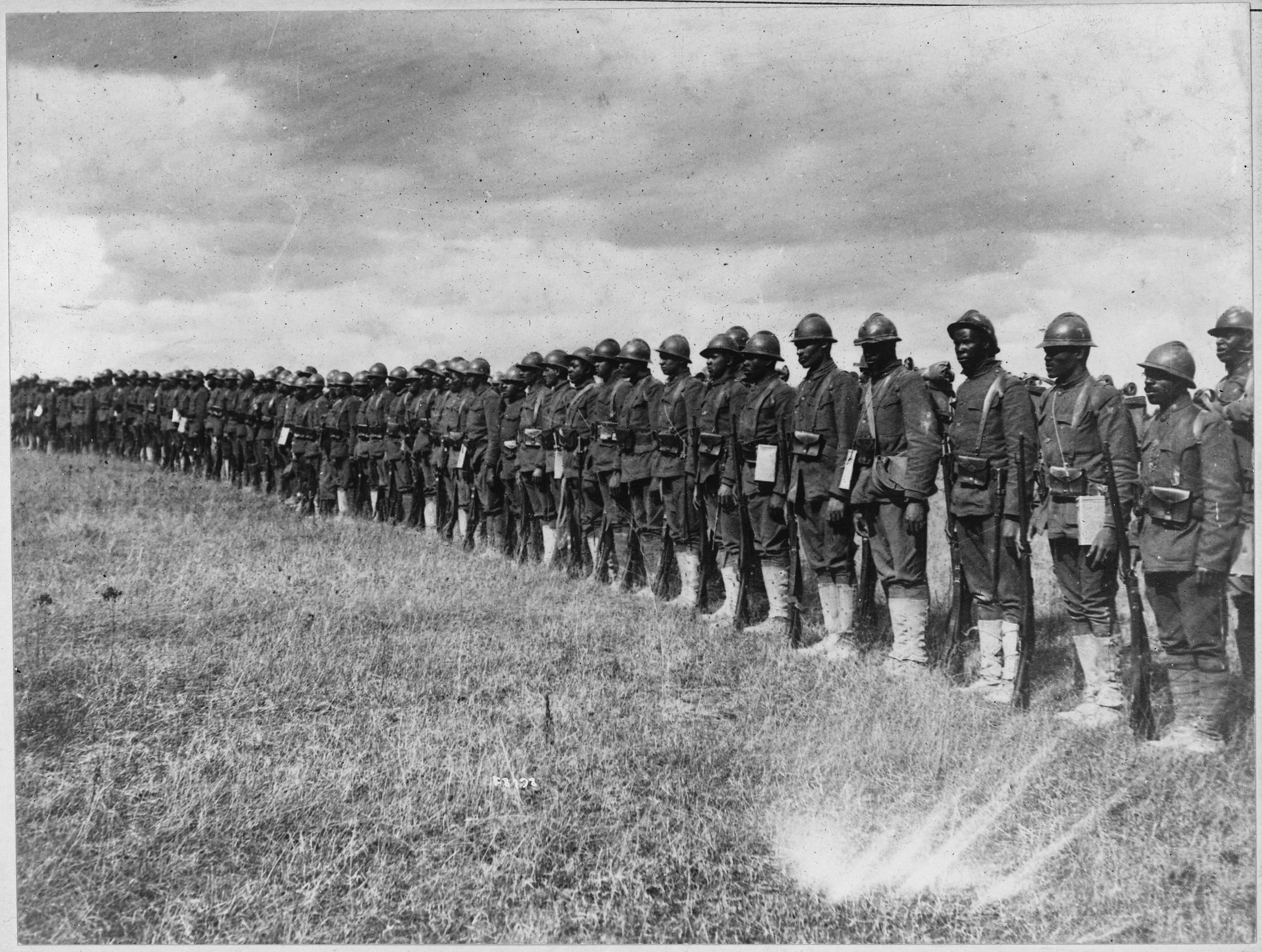
369th in Frankreich mit französischen Adrian-Helmen

Aufgrund der fortbestehenden Rassentrennung innerhalb der US-Armee wurde am 8. April 1918 entschieden, das Regiment für die Dauer der amerikanischen Kriegsteilnahme den französischen Streitkräften zu unterstellen. Es wurde der 16. Division der 4. französischen Armee unterstellt. Die Soldaten gaben, bis auf ihre Uniformen, die amerikanische Ausrüstung ab und erhielten französische.
Im August 1918 verfasste der französische Oberst Jean L. A. Linard auf Bitten der amerikanischen Militärführung eine als vertraulich eingestufte Broschüre mit dem Titel Confidentiel – Au sujet des troupes noires américaines (deutsch: Vertraulich – Über die schwarzen amerikanischen Truppen). Sie wurde über offizielle Kanäle an französische Offiziere sowie zivile Behörden in den Kantonen mit stationierten afroamerikanischen US-Soldaten verteilt. Darin heißt es:

« Bien que citoyen des ÉTATS-UNIS, l’homme de couleur est considéré par l’Américain Blanc comme un être inférieur avec lequel on ne peut avoir que des relations d’affaires ou de service. (…) Il faut éviter toute intimité trop grande d’officiers français avec des officiers noirs, avec lesquels, on peut être correct et aimable, mais qu’on ne peut traiter sur le même pied que des officiers blancs Américains sans blesser profondément ces derniers. Il ne faut pas partager leur table et éviter le serrement de mains et les conversations ou fréquentations en dehors du service. »

„Obwohl sie Bürger der Vereinigten Staaten sind, wird der farbige Mann vom weißen Amerikaner als ein minderwertiges Wesen betrachtet, mit dem nur geschäftliche oder dienstliche Beziehungen möglich sind. (…) Man soll zu enge Vertrautheit französischer Offiziere mit schwarzen Offizieren vermeiden. Man kann korrekt und freundlich sein, darf sie aber nicht wie weiße Offiziere behandeln, ohne deren Gefühle tief zu verletzen. Man soll nicht mit ihnen essen, kein Händeschütteln, keine privaten Gespräche oder Kontakte außerhalb des Dienstes.“

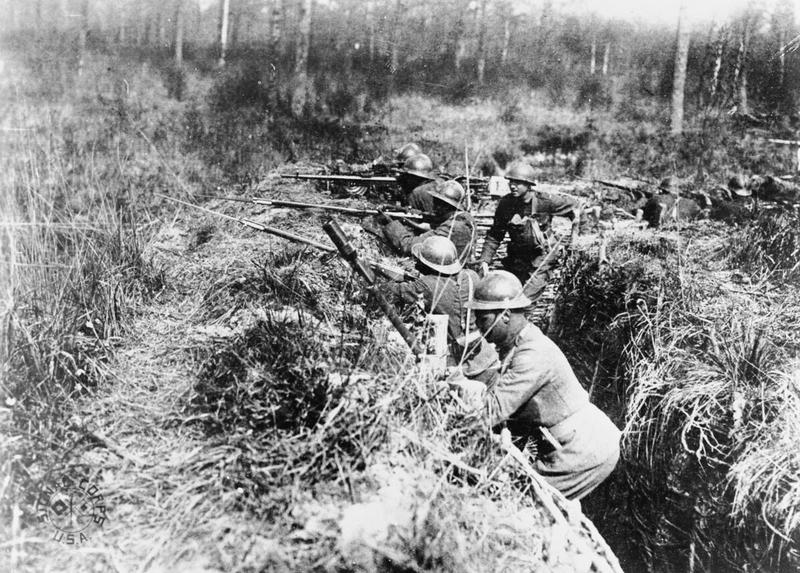
Afroamerikanische Soldaten (und einer ihrer weißen Offiziere) des 369th IR üben den Kampf, den sie bald an der Westfront erleben werden – den Grabenkrieg. Sie tragen französische Helme und verwenden von der französischen Armee ausgegebene Gewehre sowie Ausrüstung.

Das Schreiben spiegelte die Haltung der US-Armee wider. Die Broschüre zeichnete ein durchweg abwertendes Bild afroamerikanischer Soldaten. Die französische Regierung distanzierte sich später von dem Inhalt. Als das Innenministerium von der Verteilung des Dokuments erfuhr, ließ es sämtliche Exemplare einziehen und vernichten.
Das Schreiben hatte keine Auswirkungen auf die Behandlung der Einheit durch die französische Armee. Sie wurde nicht von anderen Einheiten getrennt und war kaum rassistischer Diskriminierung ausgesetzt. Schon vor der Integration des Regiments hatte die französische Armee viele Kolonialtruppen mit nicht-weißen Soldaten aufgestellt, etwa aus Marokko und Senegal. Aufgrund des massiven Personalmangels war für französische Soldaten ethnische Herkunft von geringerer Bedeutung als für amerikanische.
Nach drei Wochen Ausbildung, um sich mit der neuen Ausrüstung und der französischen Taktik vertraut zu machen, bezog das 369th IR am 8. Mai 1918 erstmals die Schützengräben. Der Einsatz dauerte bis zum 3. Juli 1918 an. Danach kehrte das Regiment in die Kämpfe bei der Schlacht an der Marne zurück. Später wurde es der 161. Division unter General Georges Lebouc unterstellt, um an der alliierten Gegenoffensive teilzunehmen. Während eines einzigen Fronteinsatzes war das Regiment 191 Tage ununterbrochen im Einsatz – länger als jede andere Einheit im Ersten Weltkrieg.

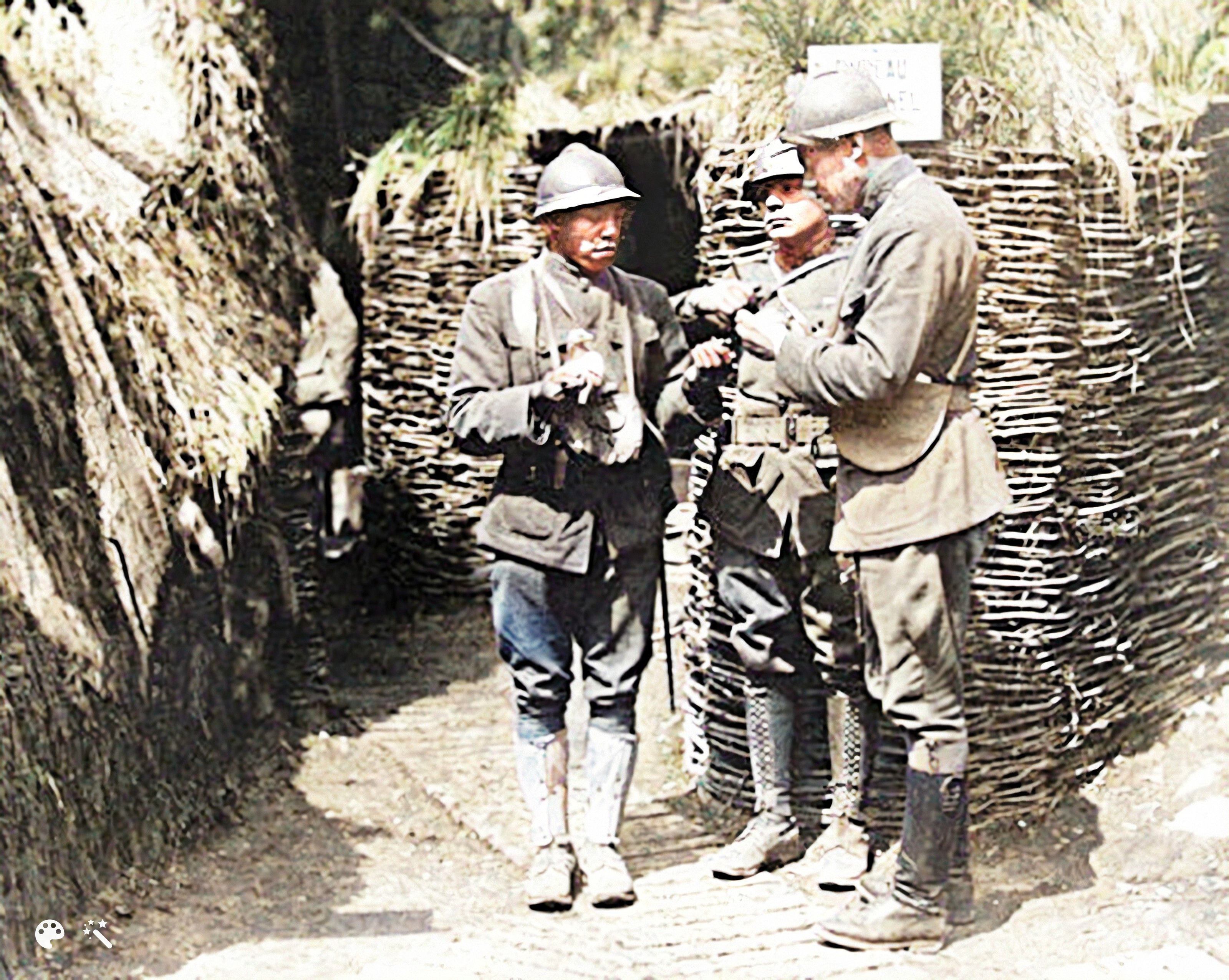
Kolorierte Aufnahme von Soldaten der Harlem Hellfighters in einem Schützengraben in Frankreich während des Ersten Weltkriegs, im Gespräch mit französischen Offizieren.

Während ihres Einsatzes in Europa wurden die Soldaten des Regiments mit gezielter feindlicher Propaganda konfrontiert. Darin riefen die Deutschen die Soldaten dazu auf, gegen die USA zu kämpfen – das Land, welches sie jahrzehntelang unterdrückt habe. Die Propaganda erzielte den gegenteiligen Effekt.
Ab dem 25. September 1918 nahm das 369th an der Maas-Argonnen-Offensive teil. Es bewährte sich in schweren Gefechten, erlitt jedoch erhebliche Verluste. Die Einheit nahm das strategisch wichtige Dorf Séchault ein. Zeitweise rückte das Regiment schneller vor als die flankierenden französischen Truppen. Dadurch drohte es abgeschnitten zu werden. Bis zum Rückzug zur Neuaufstellung war es 14 Kilometer tief in feindliches Gebiet vorgestoßen – trotz massiver deutscher Gegenwehr.
Mitte Oktober wurde das Regiment in ein ruhigeres Frontgebiet in den Vogesen verlegt und blieb dort bis zum 11. November 1918 stationiert – dem Tag des Waffenstillstands. Am 26. November 1918 rückte das 369th IR ein letztes Mal vor und erreichte als erste alliierte Einheit das Ufer des Rheins.

### Kriegsende

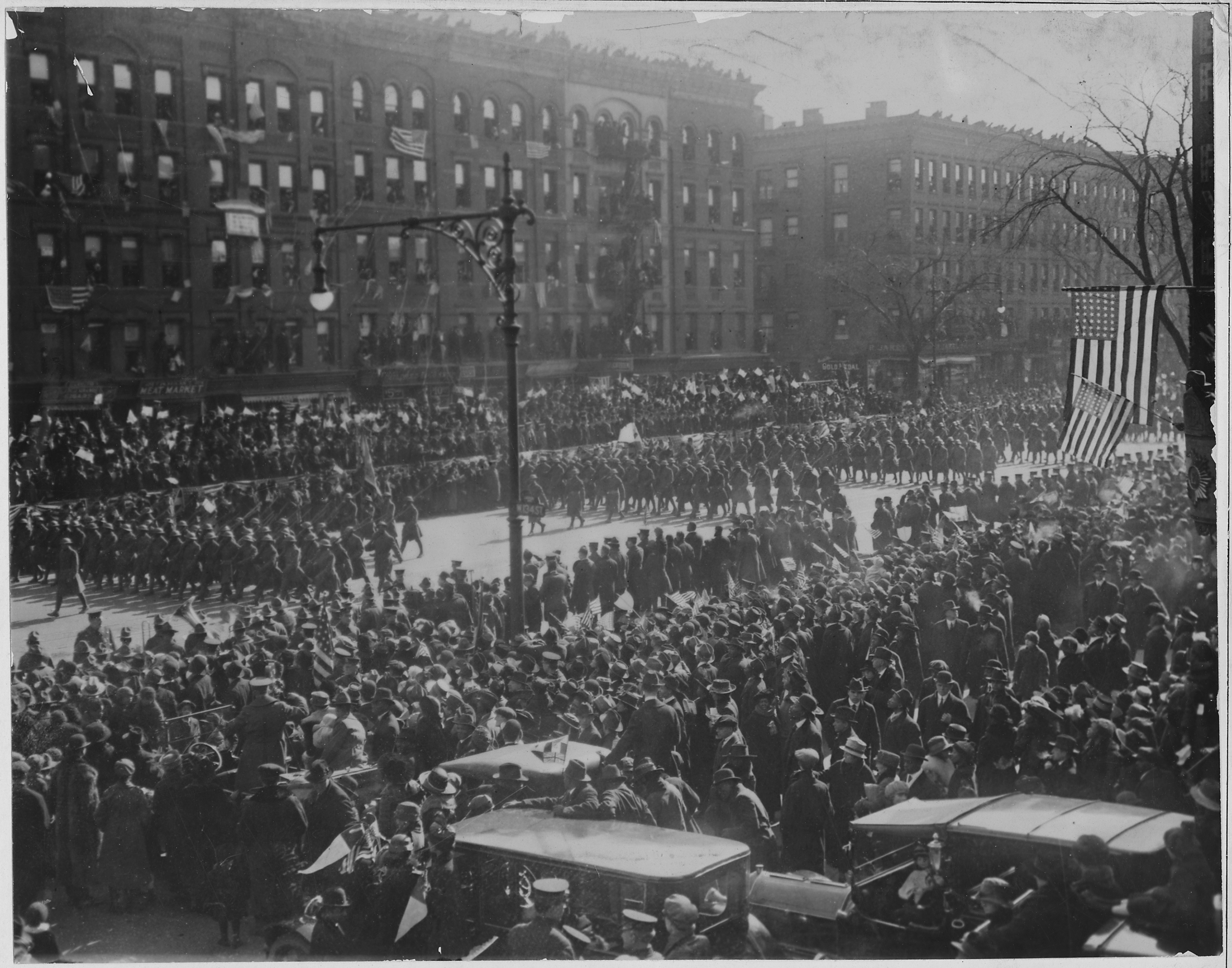
Bekannte Heimkehrer. Das 369th IR in den Straßen von New York

Am 12. Dezember 1918 wurde das 369th aus dem Einsatz entlassen. Bei der geplanten Rückreise auf der USS Virginia ließ Kapitän Henry Joseph Ziegemeier jedoch die gesamte Einheit vom Schiff entfernen – mit der Begründung, dass noch nie zuvor Schwarze auf einem amerikanischen Schlachtschiff mitgereist seien. Nach ihrer Rückkehr in die Vereinigten Staaten zog das Regiment am 17. Februar 1919 in einer vielbeachteten, separaten Siegesparade durch New York City. Dieser Tag wurde in Harlem wie ein Feiertag behandelt. Viele schwarze Schulkinder wurden vom Unterricht befreit, um teilnehmen zu können. Zusammen mit vielen Erwachsenen säumten Tausende die Straßen im Stadtteil. Die Parade begann an der Fifth Avenue und der 61st Street, führte nordwärts, bog an der 110th Street westlich ab und zog dann über die Lenox Avenue in das Viertel Harlem, wo viele schwarze Bewohner das Regiment begrüßten. Die Parade wurde später häufig als Symbol des afroamerikanischen Beitrags zum Krieg und der Forderung nach Gleichberechtigung zitiert. Die gesamte Parade wurde Schätzungen zufolge von über einer Million Menschen verfolgt. Außerhalb Harlems größtenteils Weiße. Ein Reporter der World erklärte, dass die dunkle Hautfarbe der Soldaten „keinen Unterschied machte bei dem Jubel, dem Flaggenwinken und dem Händedrücken“, die dem Regiment entgegengebracht wurden.
Am 28. Februar 1919 wurde das 369th IR schließlich im Camp Upton bei Yaphank, New York, außer Dienst gestellt und anschließend erneut in die Nationalgarde des Bundesstaates New York eingegliedert.
Kein anderes US-Regiment hatte im Ersten Weltkrieg so hohe Verluste zu beklagen wie das 369th IR: 1.500 Soldaten, davon 280 gefallen. Zusätzlich litt die Einheit im Kriegsverlauf unter Disziplinproblemen, bedingt durch den Ausfall erfahrener Soldaten und den Schwierigkeiten, neue Rekruten zu integrieren.

### Ehrungen und späte Anerkennung

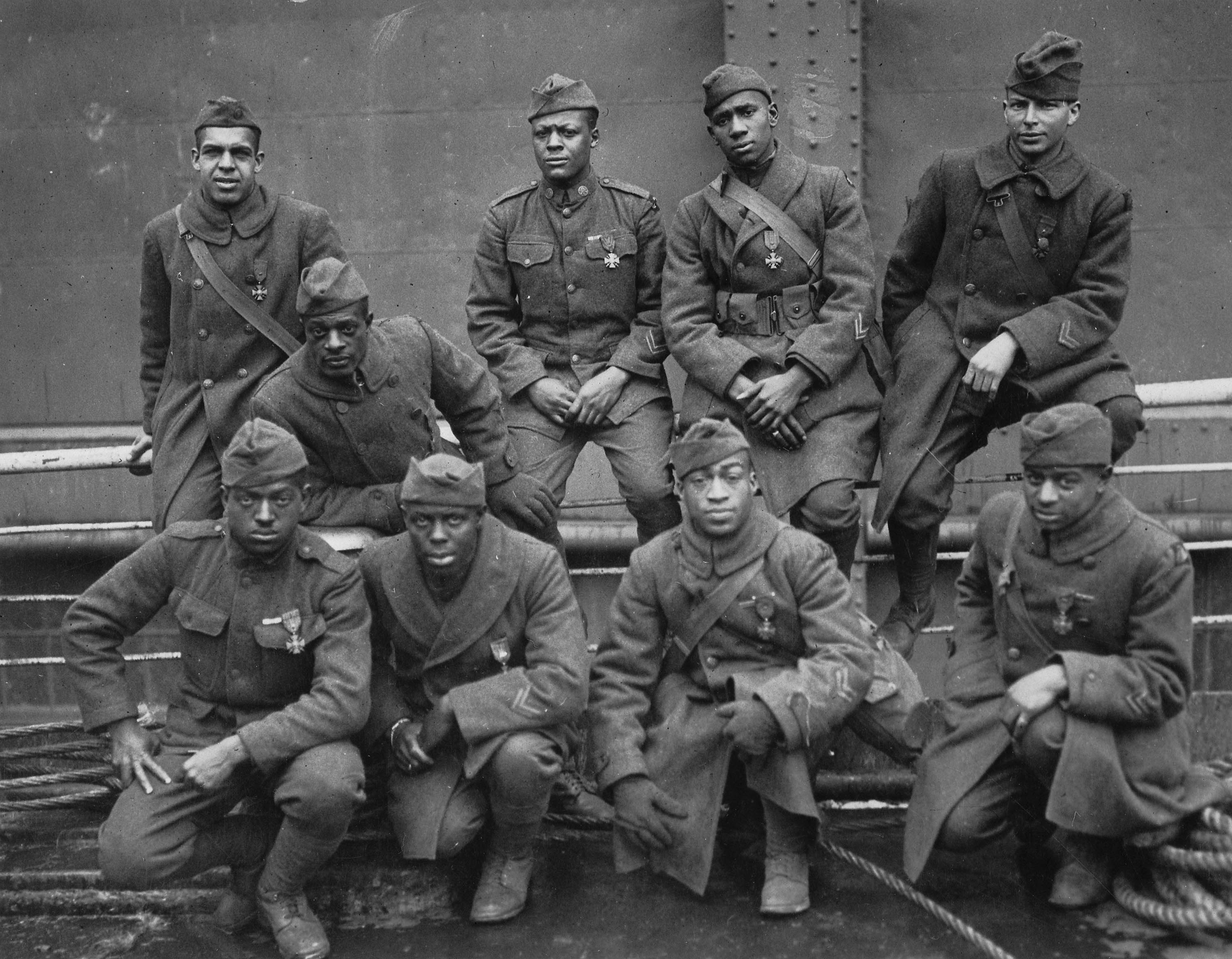
Soldaten des 369th IR (15th NYNG). Ausgezeichnet mit dem Croix de Guerre, 1919. v. l. n. r. Vorne: Pvt. Ed Williams, Herbert Taylor, Pvt. Leon Fraitor, Pvt. Ralph Hawkins. Hinten: Sgt. H. D. Prinas, Sgt. Dan Storms, Pvt. Joe Williams, Pvt. Alfred Hanley, Cpl. T. W. Taylor

Mitgliedern des 369th IR wurden für ihren Einsatz zahlreiche militärische Auszeichnungen verliehen. Insgesamt erhielten Angehörige 170 mal das Croix de Guerre, zwei Medal of Honor und unzählige Distinguished Service Cross.
Trotz ihres außergewöhnlichen Einsatzes im Ersten Weltkrieg wurden viele afroamerikanische Soldaten des 369th IR nicht angemessen von der US-Armee ausgezeichnet. So erhielt zunächst lediglich der weiße First Lieutenant George S. Robb eine Medal of Honor, da er trotz schwerer Verwundungen im Einsatz blieb und seine Einheit weiter führte.
Historiker gehen davon aus, dass struktureller Rassismus eine entscheidende Rolle bei der systematischen Verweigerung hochrangiger Ehrungen spielte. Forschende der Park University in Missouri analysieren derzeit Archivmaterialien, die darauf hinweisen, dass mehreren afroamerikanischen Soldaten Auszeichnungen wie die Medal of Honor trotz Empfehlung durch ihre Vorgesetzten nicht verliehen wurden – während weiße Kameraden in vergleichbaren Situationen ausgezeichnet wurden.

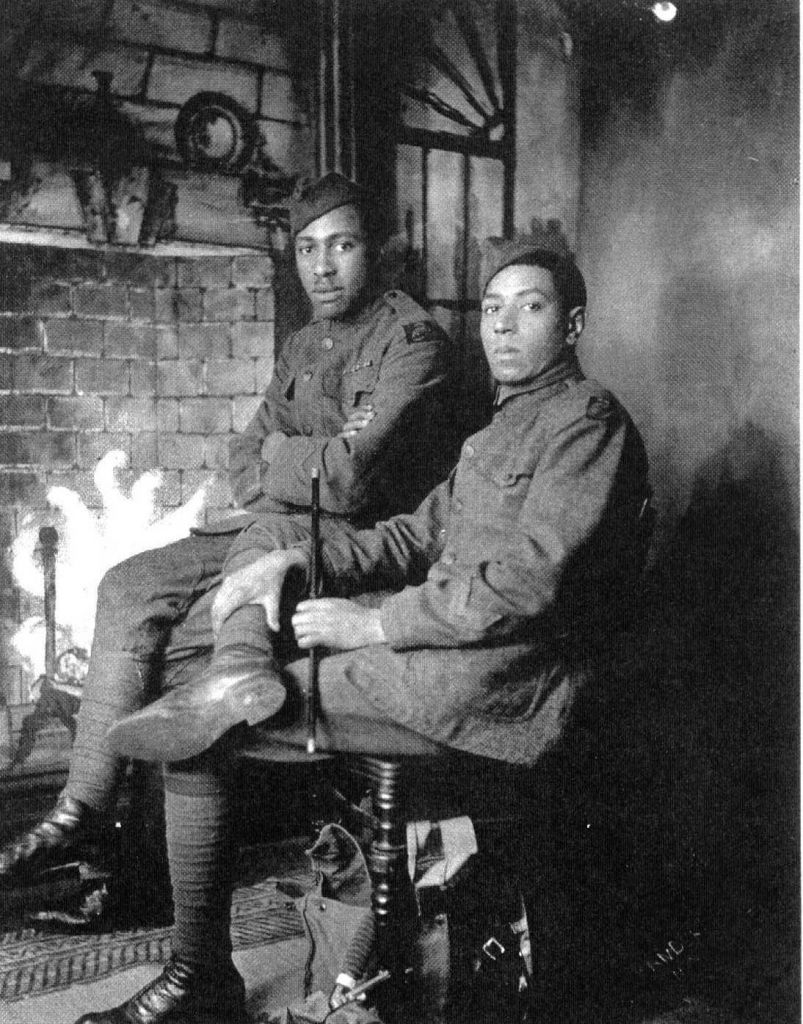
William Henry Johnson und Needham Roberts 1918

Besondere Bekanntheit erlangte Private Henry Johnson, ein ehemaliger Gepäckträger aus Albany, New York. Er wurde für seine außergewöhnliche Tapferkeit in Frankreich weithin bewundert und erhielt den Spitznamen Black Death. Im Mai 1918 wehrten er und Private Needham Roberts einen nächtlichen Angriff einer deutschen Patrouille, obwohl beide schwer verwundet wurden, ab. Johnson schickte Roberts los, um die französischen Verbündeten zu alarmieren – dieser kehrte trotz Beschusses zurück. Als Roberts von einer Granate außer Gefecht gesetzt wurde, verteidigte Johnson die Stellung allein mit Gewehrkolben, Handgranaten und schließlich einem Bolo-Messer. Berichten zufolge tötete er mindestens vier deutsche Soldaten und verletzte rund 30 weitere, obwohl er selbst mindestens 21 Verletzungen erlitt. Johnson wurde dafür als einer der ersten Amerikaner mit dem französischen Croix de Guerre ausgezeichnet und galt lange Zeit als Symbolfigur der „Harlem Hellfighters“. Er wurde für seine außergewöhnliche Tapferkeit in Frankreich weithin gefeiert und erhielt den Spitznamen Black Death. In den Vereinigten Staaten blieb ihm jedoch eine angemessene Anerkennung jahrzehntelang verwehrt. Erst posthum verlieh ihm im Juni 1996 Präsident Bill Clinton das Purple Heart. Im Februar 2002 erhielt er das Distinguished Service Cross, die zweithöchste Auszeichnung der US-Armee. Schließlich erhielt er im Jahr 2015 die Medal of Honor, die höchste militärische Auszeichnung der USA.
Viele afroamerikanische Soldaten hofften, dass ihre Rückkehr zu einer Verbesserung der Rassengleichheit führen würde. Die französische Gesellschaft war ihnen mit deutlich mehr Respekt begegnet als die eigene. Im Krieg rückten sie näher an Machtzentren und Entscheidungsprozesse heran – ein Kontrast zur peripheren Position, die sie in der amerikanischen Gesellschaft einnahmen. Diese neue Rolle wurde von vielen in den USA nicht akzeptiert. Um zu verhindern, dass sich afroamerikanische Veteranen dauerhaft in dieser gestärkten gesellschaftlichen Position etablieren konnten, setzte das Militär gezielt Gewalt gegen sie ein – sowohl in der Heimat als auch noch in Frankreich, selbst nach dem Sieg der Alliierten.
Zuhause sahen sich die Rückkehrer einer neuen Dimension rassistischer Gewalt gegenüber: 1919 kam es in mindestens 26 US-amerikanischen Städten zu gewaltsamen Übergriffen auf Schwarze Gemeinden – ein Zeitraum, der als Red Summer (deutsch: Roter Sommer) bekannt wurde. Besonders erschütternd war, dass afroamerikanische Veteranen, welche noch ihre Uniform trugen, von weißen Mobs gelyncht wurden. Ein bekanntes, jedoch nicht zweifelsfrei belegbares Beispiel hierfür ist Wilbur Little. Belegt ist der Vorfall vom 1. Oktober 1919 in Helena, Arkansas, bei dem Leroy Johnston, zusammen mit seinen drei Brüdern von weißen Männern aus einem Zug gezerrt und erschossen wurde. Die Zeit zwischen dem Ersten und Zweiten Weltkrieg gilt als eine der rassistischsten Epochen in den USA.

## Militärkapelle des 369. Regiments

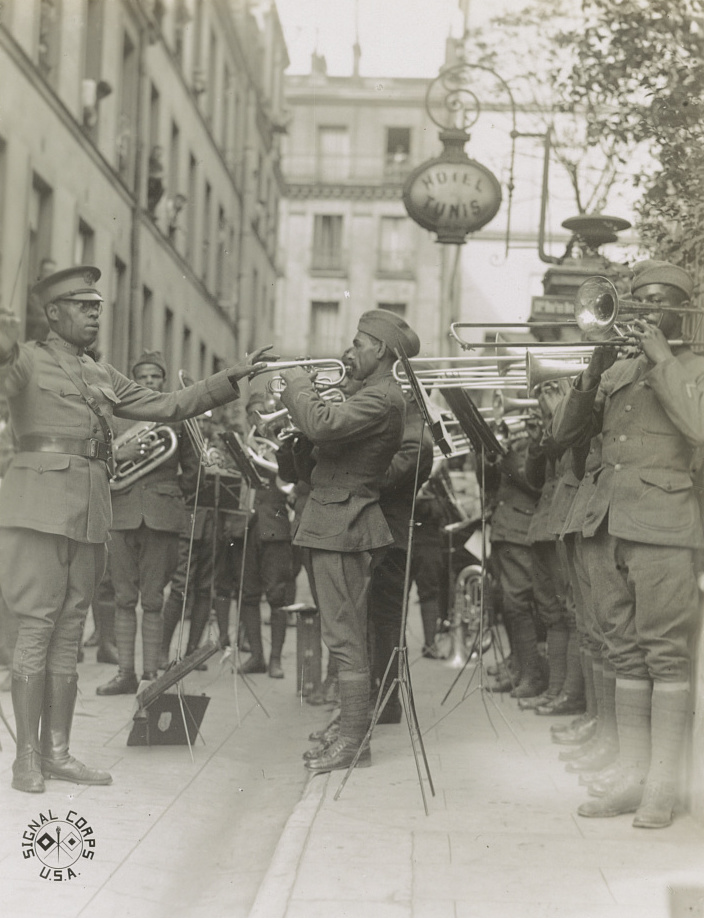
Jazz für verwundete US-Soldaten: Eine afroamerikanische Militärkapelle unter Lt. James R. Europe spielt im Hof eines Pariser Lazaretts.

Die „Hellfighters Band“ des 369th IR war nicht nur im Einsatz, sondern spielte auch eine wichtige Rolle für die Truppenmoral. Am Ende des Kriegseinsatzes galt sie als eine der bekanntesten Militärkapellen Europas. Die Kapelle war dafür bekannt, die Stimmung der Soldaten deutlich zu verbessern. Obwohl das Regiment weniger als ein Prozent der in Europa eingesetzten US-Truppen ausmachte, war die Militärkapelle für mehr als 20 Prozent des US-Zuständigkeitsbereichs verantwortlich. Während des Kriegs wurde die Kapelle unter der Leitung von James Reese Europe europaweit bekannt. Sie brachte als erste den Jazz nach Großbritannien, Frankreich und andere Teile Europas.
In den folgenden Jahrzehnten, insbesondere in den 1920er- und 1930er-Jahren, war das Regiment regelmäßig in Harlem präsent. Jedes Jahr marschierten die Soldaten von ihrer Kaserne durch das Viertel zum Bahnhof auf dem Weg ins Sommerlager – und nach zwei Wochen auf gleichem Weg zurück.
Es wird häufig behauptet, der Stepptänzer und Schauspieler Bill Robinson sei während der Parade auf der Fifth Avenue als drum major der Kapelle aufgetreten. Diese Darstellung wird jedoch angezweifelt, da sie weder in seiner Biografie von Jim Haskins noch in der Biografie von James Reese Europe erwähnt wird.

## Zwischen den Weltkriegen
Am 11. Oktober 1921 wurde die Einheit teilweise neu organisiert, indem aktive Elemente des 15th NYNG ins 369th IR umbenannt wurden. Der Regimentsstab wurde am 6. September 1924 in Harlem aufgestellt.
Am 17. Juni 1922 wurde die 369th IR der 87th Infantry Brigade der 44th Division unterstellt. Von 1924 bis 1939 absolvierte sie in den meisten Jahren ihr jährliches Sommertraining im Camp Smith nahe Peekskill, New York.
Am 1. Oktober 1933 wurde das Regiment der First Army zugewiesen, verblieb aber für Führung, Organisation und Verwaltung weiterhin bei der 87th Infantry Brigade.
Im Jahr 1938 übernahm Benjamin O. Davis Sr. das Kommando über das Regiment. Unter seiner Leitung wurde die Einheit – mit Ausnahme der Versorgungskompanie und des 3. Bataillons – am 30. August 1940 zur 369th Coast Artillery Regiment (Luftabwehr) umgewandelt.
Der glänzende Ruf der Infanterie nach dem Ersten Weltkrieg war nicht frei vor Kritik. Diese trat letztlich im Zuge anhaltender Rassenspannungen zutage. Im Jahr 1940 berichtete der Chicago Defender, dass das US-Kriegsministerium plante, das 369th in „Colored Infantry“ (Farbige Infanterie) umzubenennen. Das Ministerium gab bekannt, dass es zu viele Einheiten in der Nationalgarde gebe und das Regiment zu jenen Einheiten gehöre, welche aufgelöst werden sollten. Dies war angeblich ein erster Schritt zur Abschaffung der berühmten Einheit. Unterstützer der Harlem Hellfighters widersetzten sich umgehend der Einführung einer rassischen Bezeichnung. So bewahrten sie effektiv den Ruf des Regiments.
Letztlich jedoch wurden alle afroamerikanischen Einheiten der US-Armee mit dem Zusatz „Colored“ versehen.
Am 30. Dezember 1940 wurde das 369th Coast Artillery Regiment – Antiaircraft (CAR) der First Army unterstellt. Am 13. Januar 1941 wurde es in Harlem in den Federal Service übernommen und nach Fort Ontario, New York, verlegt. Dort wurden für die Einheit insgesamt 65 neue Gebäude errichtet, darunter ein Kino und ein Friseursalon. Als es dort am 15. Januar ankam, wurde es dem Northeast Defense Command zugeteilt.

### Befehlshaber
- Colonel Arthur W. Little – 6. September 1924 bis 8. April 1925
- Colonel William A. Taylor – 8. April 1925 bis 8. Dezember 1933
- Colonel John G. Grimley – 8. Dezember 1933 bis 23. Februar 1938
- Colonel Joseph A. S. Mundy – 23. Februar 1938 bis 27. August 1938
- Colonel Benjamin O. Davis Sr. (Regular Army) – 27. August 1938 bis 25. Oktober 1940
- Colonel Chauncey M. Hooper – 25. Oktober 1940 bis Dezember 1943

## Zweiter Weltkrieg
Während des Zweiten Weltkriegs existierten zwei Regimenter unter der Bezeichnung 369th. Beide bestanden überwiegend aus afroamerikanischen Soldaten. Sie hatten jedoch keinen direkten historischen Zusammenhang. Die ursprüngliche Einheit aus dem Ersten Weltkrieg, das 369th IR (ehemals 15th NYNG), wurde 1940 zur 369th CAR umorganisiert. Unabhängig davon wurde 1942 ein neues 369th Infantry Regiment aufgestellt, das Teil der 93rd Infantry Division war. Dieses stand in keiner Verbindung zur ursprünglichen „Hellfighters“-Einheit.

### 369th Coast Artillery Regiment (US Army)
Am 5. September 1941 wurde das 369th CAR erneut verlegt – diesmal nach Camp Edwards, Massachusetts. In Oswego verabschiedete sich das Regiment mit einer Parade. Im Gegensatz zu vielen anderen afroamerikanischen Einheiten im Süden der USA war das Verhältnis zwischen der 369th CAR und der weißen Zivilbevölkerung in Oswego weitgehend positiv. Die Historiker Beth Bailey und David Farber bezeichnen die Zeit in Oswego in ihrem Buch The First Strange Place als gelungenes Beispiel für respektvolles Zusammenleben.

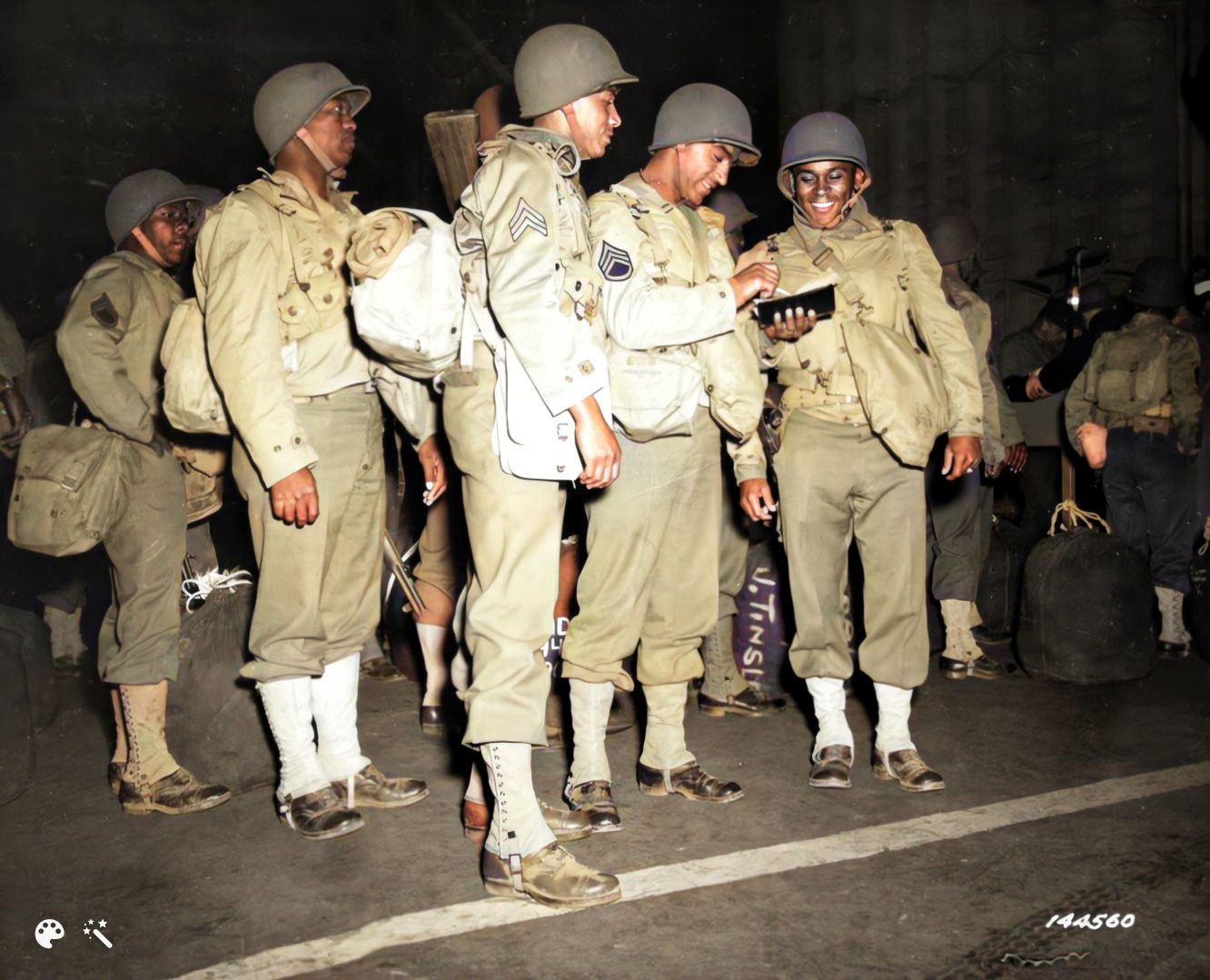
Auf dem Foto bereiten sich Unteroffiziere des 369th AAA darauf vor, vom Hafen in San Francisco an Bord der USS Mount Vernon in Richtung Hawaii auszuschiffen. (16. Juni 1942)

Nach dem Eintritt der Vereinigten Staaten in den Zweiten Weltkrieg wurde das 369th CAR am 5. Mai 1942 nach Los Angeles, Kalifornien, verlegt. Viele Soldaten waren zeitweise in Wohngebieten untergebracht. Veteranen berichteten später von einer überwiegend respektvollen Behandlung durch die Bevölkerung. Ab dem 1. Juni wurde die Einheit im Camp Stoneman nahe Pittsburg, Kalifornien, für den Übersee-Einsatz vorbereitet. Am 16. Juni erfolgte die Ausschiffung über den Hafen von San Francisco. Am 21. Juni 1942 traf die Einheit auf Hawaii ein.
Die Rassenspannungen waren auf Hawaii deutlich geringer als auf dem Festland. Die Soldaten der 369th CAR bestanden auf korrekte militärische Etikette und ließen rassistische Beleidigungen nicht unwidersprochen. Ihr entschlossenes Auftreten führte dazu, dass andere afroamerikanische Soldaten sich gelegentlich als Mitglieder der 369th CAR ausgaben, um von deren Ansehen zu profitieren.
Am 12. Dezember 1943 wurde das 369th CAR aufgelöst: Der Stab wurde 369th Antiaircraft Artillery Group (369th AAA Group), das 1. Bataillon zum 369th Antiaircraft Artillery Gun Battalion (369th AAA Gn Bn), das 2. Bataillon zum 870th Antiaircraft Artillery Automatic Weapons Battalion (870th AAA) umgegliedert.
Die 369th AAA Group blieb bis zu ihrer Außerdienstellung am 28. November 1944 auf Hawaii. Es kam zu keiner Gefechtsteilnahme.
Das 369th AAA Gn Bn landete am 12. August auf Okinawa. Am 20. Januar 1946 wurde es über den Hafen von Los Angeles zurück in die USA gebracht und dort am 21. Januar 1946 in Camp Anza, bei Riverside, Kalifornien entlassen.
Das 870th nahm vom 10. bis 19. Mai 1945 an der Ryūkyū-Kampagne auf Okinawa teil. Am 12. August 1945 landete neben dem 369th AAA Gn Bn das 870th schließlich Okinawa – wenige Tage vor der Kapitulation Japans. Das Battalion wurde am 15. Januar 1946 in Fort Lawton, Washington außer Dienst gestellt.
Nach Kriegsende fand – anders als nach dem Ersten Weltkrieg – keine große Rückkehrparade statt. Die Soldaten wurden im Rahmen eines Punktesystems individuell entlassen. Laut Veteran William DeFossett erfolgte die Rückkehr „in kleinen Gruppen, manchmal drei an einem Tag, zwanzig am nächsten – es zog sich über viele Monate“.

### 369th Infantry Regiment

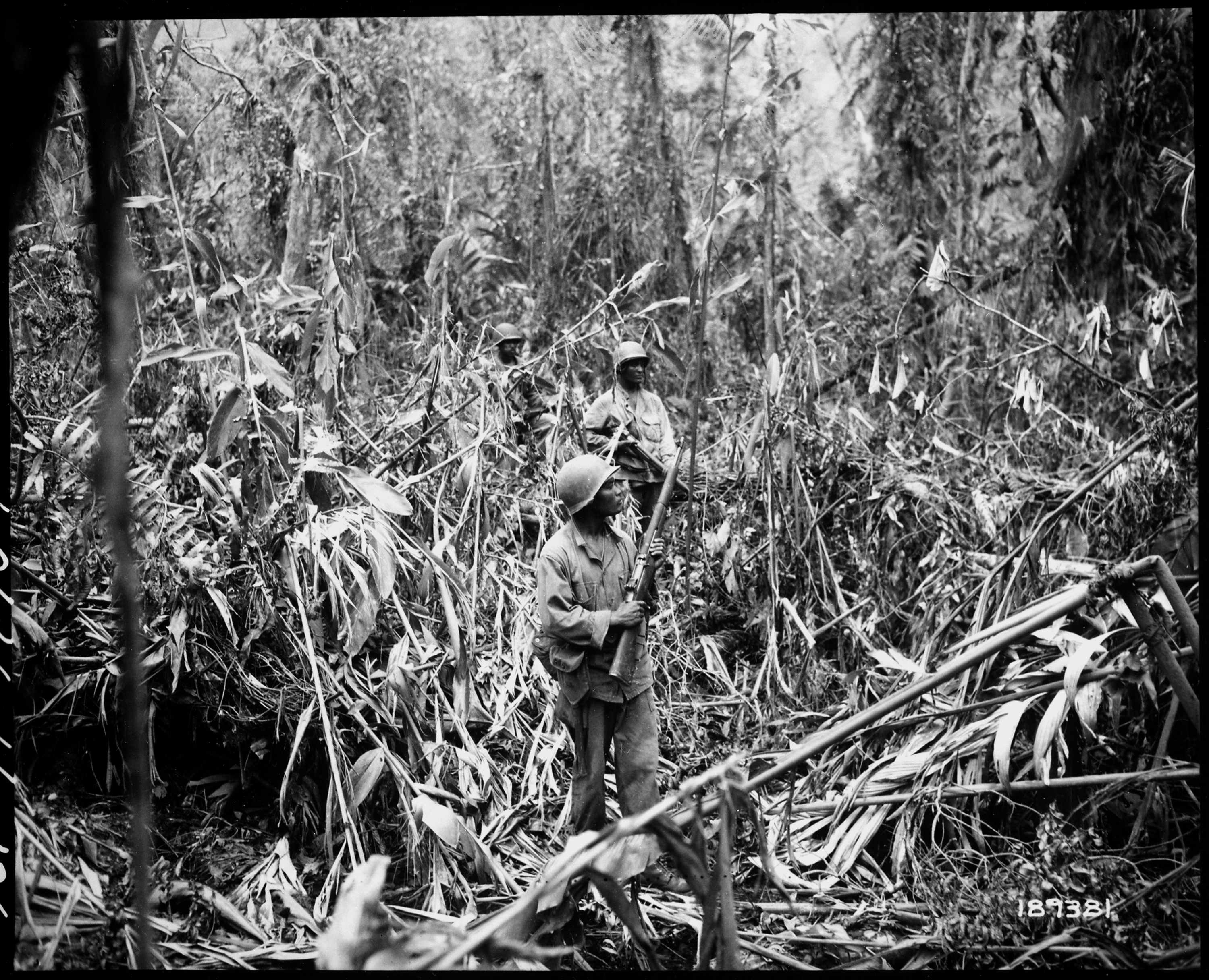
Soldaten der 93rd Infantry Division rücken während einer Patrouille durch den Dschungel entlang des Numa-Numa-Trails vor. NARA – 531184

Das 369th Infantry Regiment trug zwar dieselbe Bezeichnung, war jedoch nicht mit dem ursprünglichen 15th NYNG verbunden. Es wurde 1942 neu aufgestellt und diente im Pazifikraum.
Am 15. Mai 1942 wurde dieses 369th in Fort Huachuca, Arizona aufgestellt und der 93rd Infantry Division (Colored) unterstellt.
Nach Übungen in Louisiana und Kalifornien verlegte das Regiment im Januar 1944 nach Guadalcanal. Anschließend war es an verschiedenen Standorten im Pazifik stationiert: New Georgia, Emirau, Los Negros, Biak, Morotai und Jolo (Philippinen). Teile des Regiments operierten auf Middleburg Island. Die Einheit nahm an mehreren Feldzügen teil, darunter Northern Solomons, New Guinea und Bismarck Archipelago.
Das Regiment war im Südwestpazifik mit Arbeits- und Sicherungsaufgaben betraut. Von April bis Juni 1945 nahm die 369th zusammen mit dem Rest der 93rd Infantry Division an der Schlacht um Morotai in Niederländisch-Neuguinea teil, wobei sie nur in begrenztem Maße in Kampfhandlungen verwickelt war.
Am 1. Juli 1945 wurde die Division nach Zamboanga auf den Philippinen verlegt, wo sie sogenannte „Mop-up“-Einsätze durchführte, bis die japanische Kapitulation am 15. August erfolgte. Die 369th verließ die Philippinen gemeinsam mit der Division am 17. Januar 1946. Es kehrte am 1. Februar in die Vereinigten Staaten zurück und wurde am 3. Februar 1946 in Camp Stoneman, Kalifornien, außer Dienst gestellt.

## Nach dem Zweiten Weltkrieg

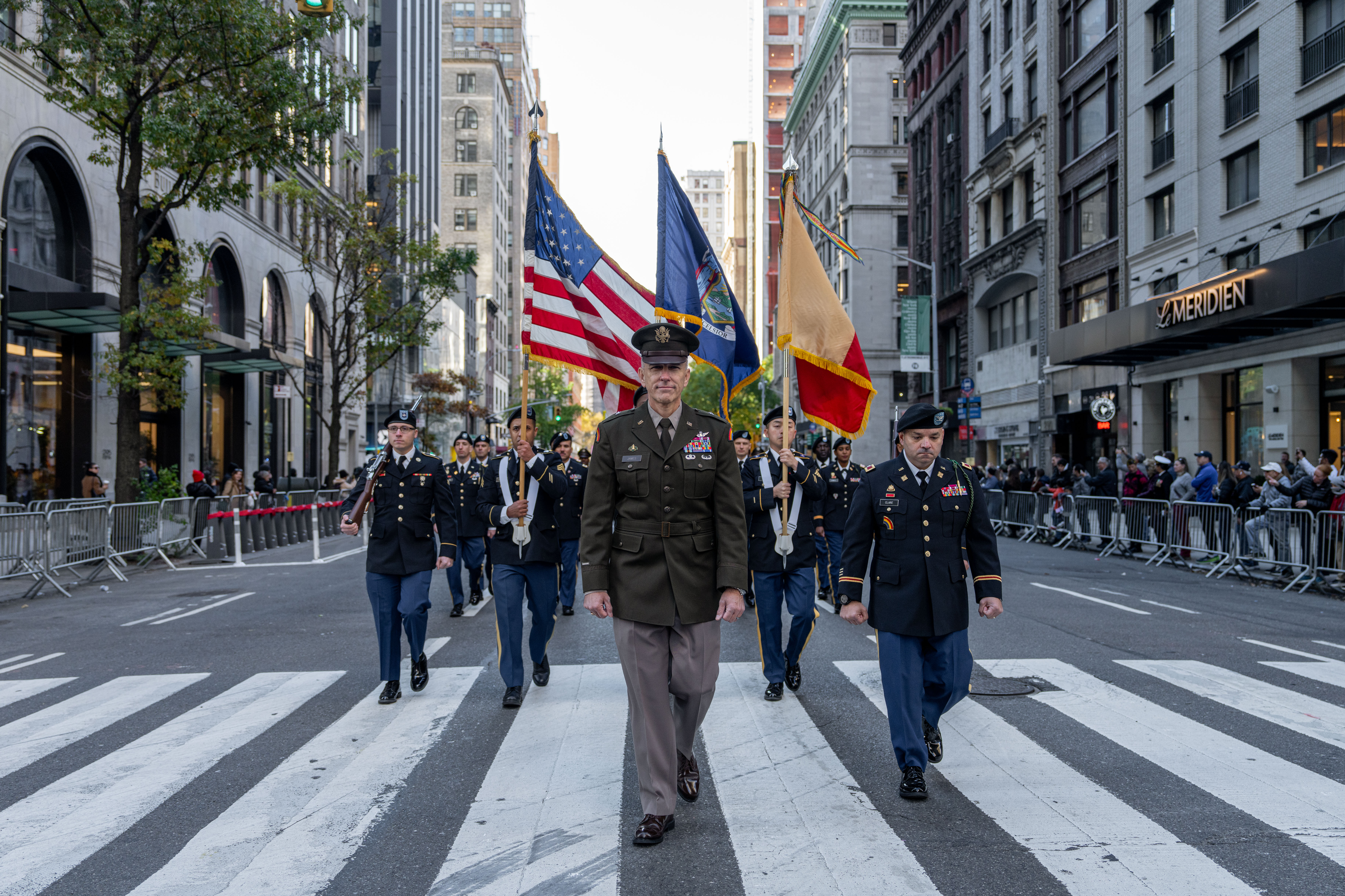
Die Harlem Hellfighters bei der Veterans Day Parade am 11. November 2023 in New York City.

Das 369th wurde seit dem Zweiten Weltkrieg mehrfach neu organisiert und umbenannt. Es diente zunächst als Flugabwehreinheit und später als Feldartillerie der Nationalgarde von New York.
Von 1968 bis 1994 wurde es Transporteinheit eingesetzt wurde. Am 11. Dezember 1990 wurde das 369th Transportation Battalion in den Federal Service versetzt. Es unterstützte im Rahmen des zweiten Golfkrieges bei der Operation Desert Shield und später Desert Storm. Für seinen Einsatz erhielt das Bataillon Auszeichnungen für die Verteidigung Saudi-Arabiens, die Befreiung Kuwaits und die Waffenstillstandskampagne. Am 8. Juli 1991 wurde es aus dem Federal Service entlassen.
1994 wurde es in 369th Support Battalion umbenannt und umstrukturiert. Im Rahmen des Global War on Terrorism wurde es am 7. Dezember 2003 erneut in den Federal Service überstellt. Am 3. Juni 2005 kehrte es unter die Kontrolle der New York Nationalguard zurück. Am 1. September 2006 wurde das 369th Support Battalion mit der 10th Transportation Detachment zusammengelegt und als 369th Sustainment Brigade neu organisiert.
Am 16. November 2008 übernahm mit Colonel Stephanie Dawson die erste Frau in der Geschichte der New Yorker Nationalgarde das Kommando über eine Brigade.
Ende 2016 wurde die 369th Sustainment Brigade nach Camp Arifjan, Kuwait, verlegt. Dort übernahm es die Leitung und Koordination der logistischen Operationen im Verantwortungsbereich des United States Central Command (CENTCOM).
2022 wurde die 369th Sustainment Brigade erneut nach Camp Arifjan, Kuwait, entsandt und übernahm dort erneut die Führung der Versorgungsoperationen in westasiatischen Ländern unter dem Kommando von CENTCOM.
Die 369th Sustainment Brigade wurde im Rahmen der Umstrukturierung der US Army in die 42nd Infantry Division Sustainment Brigade umbenannt. Diese Änderung erfolgte im Zuge der Einführung von Division Sustainment Brigades (DSB), die als logistische Unterstützungseinheiten auf Divisionsebene fungieren. Daher wird die Tradition des 369th IR heute durch die 42nd Infantry Division Sustainment Brigade als Logistikeinheit der 42nd Infantry Division fortgeführt.

## Trivia
Im Jahr 2003 benannte das Verkehrsministerium des Bundesstaates New York den Harlem River Drive in „Harlem Hellfighters Drive“ um. Am 29. September 2006 wurde ein zwölf Fuß hohes Denkmal zur Ehrung des 369. Regiments enthüllt – eine Nachbildung eines Denkmals in Frankreich. Es besteht aus schwarzem Granit und zeigt das Wappen des Regiments sowie das Klapperschlangen-Emblem.
Im August 2021 wurde dem Regiment in Anerkennung seines Mutes und herausragenden Einsatzes im Ersten Weltkrieg die Congressional Gold Medal verliehen.

## Armory
1933 wurde die 369th Regiment Armory errichtet, um das Regiment für seine Verdienste zu ehren. Das Gebäude befindet sich an der 142nd Street und Fifth Avenue in Harlem. Der Bau begann in den 1920er-Jahren und wurde in den 1930er-Jahren abgeschlossen.
1994 wurde das Gebäude in das National Register of Historic Places aufgenommen. Bereits 1985 hatte es die New York City Landmarks Preservation Commission als städtisches Denkmal ausgewiesen.
Die Tradition des 369th IR wird heute durch die 42nd Infantry Division Sustainment Brigade fortgeführt.

## 369th Veterans' Association
Die 369th Veterans’ Association ist ein Veteranenverein. Dieser wurde gegründet, um an die Verdienste der Angehörigen des 369th Infantry Regiment zu erinnern. Die Vereinigung verfolgt drei zentrale Ziele:
1. Die Förderung von Kameradschaft und gegenseitigem Respekt unter ihren Mitgliedern,
2. die Teilnahme an sozialen und gesellschaftlichen Aktivitäten, die dem Wohl der Mitglieder dienen und bürgerschaftliche Werte stärken,
3. sowie das individuelle und kollektive Gedenken an den patriotischen Dienst ihrer Mitglieder im 369th Antiaircraft Artillery Group und anderen Einheiten der US-Streitkräfte.

## Verbandsabzeichen

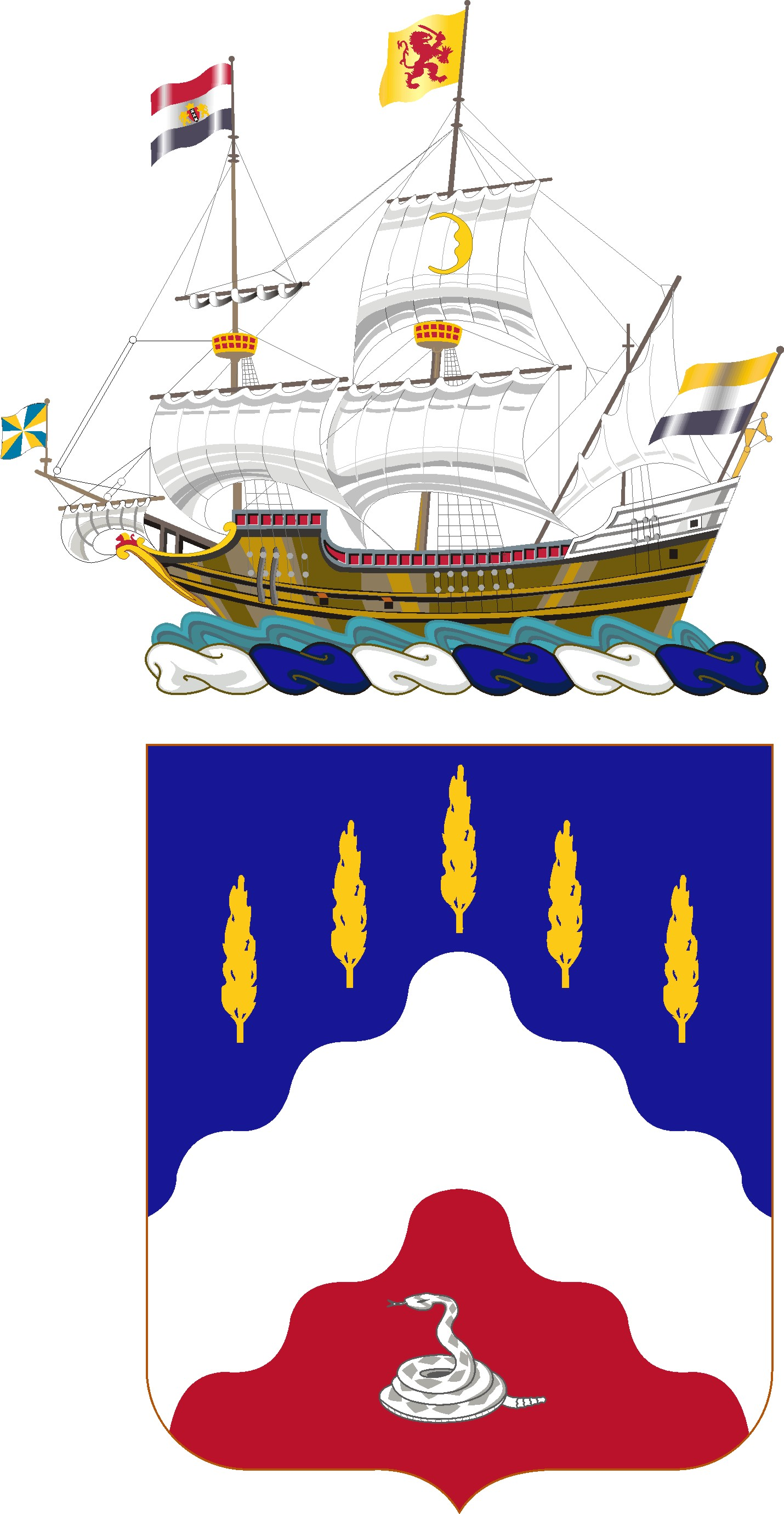
Wappen des 369th IR

### Beschreibung
Ein Abzeichen aus silberfarbenem Metall und Emaille, insgesamt 3,2 cm hoch, bestehend aus einem blauen Schild, auf dem eine silberne Klapperschlange abgebildet ist – zusammengerollt und zum Angriff bereit.

### Symbolik
Die Klapperschlange ist ein Symbol, das auf einigen kolonialzeitlichen Flaggen verwendet wurde und mit den dreizehn ursprünglichen Kolonien der Vereinigten Staaten in Verbindung steht. Die silberne Klapperschlange auf dem blauen Schild war das charakteristische Abzeichen des 369. Infanterieregiments, dem Vorgänger der heutigen Einheit, und verweist auf dessen Einsatz im Ersten Weltkrieg.

### Hintergrund
Das charakteristische Einheitsabzeichen wurde ursprünglich am 17. April 1923 für das 369. Infanterieregiment genehmigt. Es wurde am 3. Dezember 1940 für das 369. Küstenartillerieregiment neu benannt. Am 7. Januar 1944 erfolgte eine weitere Umbenennung für das 369. Flakartillerie-Bataillon. Am 14. August 1956 wurde es für das 569. Feldartilleriebataillon neu benannt. Am 4. April 1962 erfolgte die Umbenennung in 369. Artillerieregiment. Am 2. September 1964 wurde die Beschreibung sprachlich überarbeitet. Am 13. März 1969 wurde das Abzeichen für das 569. Transportbataillon neu benannt und um ein Motto ergänzt. Am 14. Januar 1975 wurde es für das 369. Transportbataillon neu benannt und das Motto entfernt. Am 2. November 1994 wurde es für das 369. Unterstützungsbataillon neu benannt und Beschreibung sowie Symbolik überarbeitet. Am 20. Juli 2007 wurde es schließlich für die 369. Versorgungsbrigade neu benannt und erneut in Beschreibung und Symbolik angepasst.

## Bekannte Angehörige
- Benjamin O. Davis Sr. – Erster afroamerikanischer General der US Army[68]
- James Reese Europe – US-amerikanischer Bandleader und Komponist[69]
- Hamilton Fish III – Späterer Kongressabgeordneter[70]
- William Hayward – Späterer Staatsanwalt[71]
- Henry Johnson – Mehrfach ausgezeichnet[72]
- Otis Johnson – Bekannter Jazzmusiker[73]
- Rafael Hernández Marín – Puerto-ricanischer Komponist[74]
- Horace Pippin – US-amerikanischer Maler[75]
- Spotswood Poles – US-amerikanischer Baseballspieler[76]
- George Seanor Robb – Empfänger der Medal of Honor
- Luckey Roberts – US-amerikanischer Jazz-Pianist[77]
- Needham Roberts – Empfänger des Purple Heart (posthum) und des Croix de Guerre[78]
- George F. Shiels – Militärarzt und Empfänger der Medal of Honor[79]
- Noble Sissle – US-amerikanischer Jazzmusiker und Liedtext-Lyriker
- Vertner Woodson Tandy – Erster afro-amerikanischer Architekt in New York State[80]
- John Woodruff – Gewann 1936 bei den olympischen Spielen in Berlin die Goldmedaille

## Weiterführende Literatur
- Arthur W. Little: From Harlem to the Rhine; the story of New York's colored volunteers. Hrsg.: Covici-Friede. 1936 (englisch).
- Anthony Gero: Black Soldiers of New York State, A Proud Legacy. Hrsg.: State University of New York Press. 2009, ISBN 978-1-4384-2616-7 (englisch).
- Hayes Williams: Black Soldiers of New York State, A Proud Legacy. Hrsg.: Union Square & Co. 2007, ISBN 978-1-4027-3851-7 (englisch).
- Peter Nelson: A more unbending battle: The Harlem Hellfighter’s Struggle for Freedom in WWI and Equality at Home. Hrsg.: Civitas Books. 2007, ISBN 978-0-7867-4467-1 (englisch).
- Shelby L. Stanton: A more unbending battle: The Harlem Hellfighter’s World War Two Order of Battle. Hrsg.: Stackpole Books. 2006, ISBN 0-7867-4467-7 (englisch).
- Cary D. Wintz, Paul Finkelman: Encyclopedia of the Harlem Renaissance. Hrsg.: Stackpole Books. 2012, ISBN 978-1-135-45536-1 (englisch).
- Tyler E. Stovall: Paris Noir: African Americans in the City of Light. Hrsg.: Houghton Mifflin Harcourt. 1996, ISBN 0-395-68399-8 (englisch).